# Mesosciera rubrinotata
Mesosciera rubrinotata är en fjärilsart som beskrevs av George Francis Hampson 1926. Mesosciera rubrinotata ingår i släktet Mesosciera och familjen nattflyn. Inga underarter finns listade i Catalogue of Life.